# Lueheopsis rugosa
Lueheopsis rugosa är en malvaväxtart som först beskrevs av August Adriaan Pulle, och fick sitt nu gällande namn av Karl Ewald Maximilian Burret. Lueheopsis rugosa ingår i släktet Lueheopsis och familjen malvaväxter. Inga underarter finns listade i Catalogue of Life.